# 石板镇 (重庆市)
石板镇，是中华人民共和国重庆市九龙坡区下辖的一个乡镇级行政单位。

## 行政区划
石板镇下辖以下地区：
石板镇社区、青龙村、梅乐村、黄家堰村、天池村和高农村。